# 斯特凡·马拉梅
斯特凡·馬拉美（法語：Stéphane Mallarmé，法語發音：[stefan malaʁme]；1842年3月18日—1898年9月9日），本名艾蒂安·馬拉美（法語：Étienne Mallarmé），19世紀法國詩人，文學評論家。與阿蒂爾·蘭波、保爾·魏爾倫同為早期象徵主義詩歌代表人物。
代表作有《希羅狄亞德》（1875年）、《牧神的午後》（1876年）、《骰子一擲》（1897年）等。